# Diocesi di Giufi
La diocesi di Giufi (in latino Dioecesis Giufitana) è una sede soppressa e sede titolare della Chiesa cattolica.

## Storia
Giufi, identificabile con Bir-Mecherga nell'odierna Tunisia, è un'antica sede episcopale della provincia romana dell'Africa Proconsolare, suffraganea dell'arcidiocesi di Cartagine.
Sono due i vescovi attribuibili a Giufi. Il cattolico Vittore, episcopus plebis Iufitanae, intervenne alla conferenza di Cartagine del 411, che vide riuniti assieme i vescovi cattolici e donatisti dell'Africa romana; in quell'occasione la sede non aveva vescovi donatisti. Fortunio, episcopus ecclesiae Ofitanae, prese parte al concilio antimonotelita del 646.
Dal 1933 Giufi è annoverata tra le sedi vescovili titolari della Chiesa cattolica; la sede è vacante dal 22 maggio 2025.

## Cronotassi

### Vescovi
- Vittore † (menzionato nel 411)
- Fortunio † (menzionato nel 646)

### Vescovi titolari
- Johannes Baptist Hubert Theunissen, S.M.M. † (25 dicembre 1949 - 25 aprile 1959 nominato arcivescovo di Blantyre)
- Bogdan Stefanov Dobranov † (10 ottobre 1959 - 14 dicembre 1978 nominato vescovo di Sofia e Filippopoli)
- Petar Čule † (14 settembre 1980 - 29 luglio 1985 deceduto)
- Edouard Mathos † (28 agosto 1987 - 6 novembre 2004 nominato vescovo di Bambari)
- Tomé Ferreira da Silva (9 marzo 2005 - 26 settembre 2012 nominato vescovo di São José do Rio Preto)
- José Mário Scalon Angonese (20 febbraio 2013 - 31 maggio 2017 nominato vescovo di Uruguaiana)
- Jesús Castro Marte (1º luglio 2017 - 30 maggio 2020 nominato vescovo di Nuestra Señora de la Altagracia en Higüey)
- Valter Magno de Carvalho (4 novembre 2020 - 22 maggio 2025 nominato vescovo di Ituiutaba)